# Cristiano Ludovico II di Meclemburgo-Schwerin
Cristiano Ludovico II di Meclemburgo-Schwerin (Grabow, 15 maggio 1683 – Schwerin, 30 maggio 1756) fu duca di Meclemburgo-Schwerin dal 1747 fino alla sua morte.

## Biografia
Cristiano Ludovico era figlio del Duca Federico di Meclemburgo-Schwerin (1638–1688) e di la Landgravia Cristina Guglielmina d'Assia-Homburg (1653–1722) ed era nipote del Duca Cristiano Ludovico I di Meclemburgo-Schwerin (1623–1692). Cristiano Ludovico salì al trono alla morte del fratello maggiore, Carlo Leopoldo.
Nella sua corte, incluse Johann Gottfried Müthel come organista e clavicembalista, mentre ebbe al proprio servizio Konrad Ekhof come commediante.

## Discendenza
Il 13 novembre 1714 Cristiano Ludovico II sposò a Schwerin la Duchessa Gustava Carolina di Meclemburgo-Strelitz (1694−1748), figlia di Adolfo Federico II. Da questo matrimonio, nacquero i seguenti eredi:
- Federico II (1717-1785), Duca di Meclemburgo-Schwerin;
- Ulrica Sofia (1º luglio 1723 a Grabow - 17 settembre 1813 a Rostock), fu dal 1728 al 1756, Badessa dell'Abbazia di Rühn;
- Luigi, Principe ereditario di Meclemburg (1725-1778);
- Luisa (nata e morta nel 1730);
- Amalia (8 marzo 1732 a Grabow - 24 settembre 1775), Badessa dell'Abbazia di Herford.

## Ascendenza
|                                               |                            |                                               | Genitori                           |  |  | Nonni |  |  | Bisnonni                             |  |  | Trisnonni                                  |  |
|                                               |                            |                                               |                                    |  |  |       |  |  | Giovanni VII di Meclemburgo-Schwerin |  |  | Giovanni Alberto I di Meclemburgo-Schwerin |  |
|                                               |                            |                                               |                                    |  |  |       |  |  | Giovanni VII di Meclemburgo-Schwerin |  |  | Giovanni Alberto I di Meclemburgo-Schwerin |  |
|                                               |                            | Anna Sofia di Prussia                         |                                    |  |  |       |  |  | Giovanni VII di Meclemburgo-Schwerin |  |  |                                            |  |
| Adolfo Federico I di Meclemburgo-Schwerin     |                            |                                               |                                    |  |  |       |  |  | Giovanni VII di Meclemburgo-Schwerin |  |  |                                            |  |
|                                               |                            | Sofia di Holstein-Gottorp                     | Adolfo di Holstein-Gottorp         |  |  |       |  |  |                                      |  |  |                                            |  |
|                                               |                            | Sofia di Holstein-Gottorp                     | Adolfo di Holstein-Gottorp         |  |  |       |  |  |                                      |  |  |                                            |  |
|                                               |                            | Sofia di Holstein-Gottorp                     | Cristina d'Assia                   |  |  |       |  |  |                                      |  |  |                                            |  |
| Federico di Meclemburgo-Schwerin              |                            | Sofia di Holstein-Gottorp                     |                                    |  |  |       |  |  |                                      |  |  |                                            |  |
|                                               |                            | Giulio Ernesto di Brunswick-Dannenberg        | …                                  |  |  |       |  |  |                                      |  |  |                                            |  |
|                                               |                            | Giulio Ernesto di Brunswick-Dannenberg        | …                                  |  |  |       |  |  |                                      |  |  |                                            |  |
|                                               |                            | Giulio Ernesto di Brunswick-Dannenberg        | …                                  |  |  |       |  |  |                                      |  |  |                                            |  |
| Maria Caterina di Braunschweig-Dannenberg     |                            | Giulio Ernesto di Brunswick-Dannenberg        |                                    |  |  |       |  |  |                                      |  |  |                                            |  |
|                                               |                            | Maria dell'Osterfriesland                     | …                                  |  |  |       |  |  |                                      |  |  |                                            |  |
|                                               |                            | Maria dell'Osterfriesland                     | …                                  |  |  |       |  |  |                                      |  |  |                                            |  |
|                                               |                            | Maria dell'Osterfriesland                     | …                                  |  |  |       |  |  |                                      |  |  |                                            |  |
| Cristiano Ludovico II di Meclemburgo-Schwerin |                            | Maria dell'Osterfriesland                     |                                    |  |  |       |  |  |                                      |  |  |                                            |  |
|                                               | Federico I d'Assia-Homburg | Giorgio I d'Assia-Darmstadt                   |                                    |  |  |       |  |  |                                      |  |  |                                            |  |
|                                               | Federico I d'Assia-Homburg | Giorgio I d'Assia-Darmstadt                   |                                    |  |  |       |  |  |                                      |  |  |                                            |  |
|                                               | Federico I d'Assia-Homburg | Maddalena di Lippe                            |                                    |  |  |       |  |  |                                      |  |  |                                            |  |
| Guglielmo Cristoforo d'Assia-Homburg          | Federico I d'Assia-Homburg |                                               |                                    |  |  |       |  |  |                                      |  |  |                                            |  |
|                                               |                            | Margherita Elisabetta di Leiningen-Westerburg | Cristoforo di Leiningen-Westerburg |  |  |       |  |  |                                      |  |  |                                            |  |
|                                               |                            | Margherita Elisabetta di Leiningen-Westerburg | Cristoforo di Leiningen-Westerburg |  |  |       |  |  |                                      |  |  |                                            |  |
|                                               |                            | Margherita Elisabetta di Leiningen-Westerburg | Anna Maria Ungnad di Weissenwolff  |  |  |       |  |  |                                      |  |  |                                            |  |
| Cristina Guglielmina d'Assia-Homburg          |                            | Margherita Elisabetta di Leiningen-Westerburg |                                    |  |  |       |  |  |                                      |  |  |                                            |  |
|                                               |                            | Giorgio II d'Assia-Darmstadt                  | Luigi V d'Assia-Darmstadt          |  |  |       |  |  |                                      |  |  |                                            |  |
|                                               |                            | Giorgio II d'Assia-Darmstadt                  | Luigi V d'Assia-Darmstadt          |  |  |       |  |  |                                      |  |  |                                            |  |
|                                               |                            | Giorgio II d'Assia-Darmstadt                  | Maddalena di Brandeburgo           |  |  |       |  |  |                                      |  |  |                                            |  |
| Sofia Eleonora d'Assia-Darmstadt              |                            | Giorgio II d'Assia-Darmstadt                  |                                    |  |  |       |  |  |                                      |  |  |                                            |  |
|                                               |                            | Sofia Eleonora di Sassonia                    | Giovanni Giorgio I di Sassonia     |  |  |       |  |  |                                      |  |  |                                            |  |
|                                               |                            | Sofia Eleonora di Sassonia                    | Giovanni Giorgio I di Sassonia     |  |  |       |  |  |                                      |  |  |                                            |  |
|                                               |                            | Sofia Eleonora di Sassonia                    | Maddalena Sibilla di Hohenzollern  |  |  |       |  |  |                                      |  |  |                                            |  |
|                                               |                            | Sofia Eleonora di Sassonia                    |                                    |  |  |       |  |  |                                      |  |  |                                            |  |